# Spaniens Grand Prix 1996
Spaniens Grand Prix 1996 var det sjunde av 16 lopp ingående i formel 1-VM 1996.

## Resultat
1. Michael Schumacher, Ferrari, 10 poäng
2. Jean Alesi, Benetton-Renault, 6
3. Jacques Villeneuve, Williams-Renault, 4
4. Heinz-Harald Frentzen, Sauber-Ford, 3
5. Mika Häkkinen, McLaren-Mercedes, 2
6. Pedro Diniz, Ligier-Mugen Honda, 1
7. Jos Verstappen, Footwork-Hart (varv 47,  snurrade av)

### Förare som bröt loppet
- Rubens Barrichello, Jordan-Peugeot (varv 45, differential)
- Gerhard Berger, Benetton-Renault (44, snurrade av)
- Johnny Herbert, Sauber-Ford (20, snurrade av)
- Martin Brundle, Jordan-Peugeot (17, differential)
- Damon Hill, Williams-Renault (16, snurrade av)
- Ukyo Katayama, Tyrrell-Yamaha (8, elsystem)
- Eddie Irvine, Ferrari (1, snurrade av)
- Olivier Panis, Ligier-Mugen Honda (1, kollision)
- Giancarlo Fisichella, Minardi-Ford (1, kollision)
- David Coulthard, McLaren-Mercedes (0, kollision)
- Pedro Lamy, Minardi-Ford (0, kollision)
- Ricardo Rosset, Footwork-Hart (0, kollision)

### Förare som diskvalificerades
- Mika Salo, Tyrrell-Yamaha (varv 16)

### Förare som ej kvalificerade sig
- Luca Badoer, Forti-Ford
- Andrea Montermini, Forti-Ford

## VM-ställning
| Förarmästerskapet 1. Damon Hill, Williams-Renault, 43 2. Michael Schumacher, Ferrari, 26 Jacques Villeneuve, Williams-Renault, 26 3. Jean Alesi, Benetton-Renault, 17 | Konstruktörsmästerskapet 1. Williams-Renault, 69 2. Ferrari, 35 3. Benetton-Renault, 24 |